# アエギディウス (マギステル・ミリトゥム)
アエギディウス（ラテン語: Aegidius、　- 464年/465年）は、西ローマ帝国の軍人。461年に西ローマ帝国から独立し、後にソワソン管区と呼ばれる地域を支配した。

## 生涯
アエギディウスは、その出生に確かな証拠はないが、子のシアグリウスの名がガロ・ローマ貴族を連想させることからガリア貴族層の生まれであったのではないかと考えられている。
彼は軍人として皇帝アウィトゥスに仕え、アウィトゥスの死後は皇帝マヨリアヌスに仕えた。458年にはマヨリアヌスによってガリアのマギステル・ミリトゥムに任命され、ブルグント族からリヨンを奪還した。
しかし461年8月にマヨリアヌスが兵士の反乱に遭って殺害されると、アエギディウスはリキメルが新たに擁立したリウィウス・セウェルスを皇帝として認めず、ガリア北部を押領してイタリア本土の帝国政府から独立を宣言した。イタリアの帝国政府はアエギディウスを反逆者として罷免し、アエギディウスの前任者であったアグリピヌスを再びマギステル・ミリトゥムに任命して、アエギディウス討伐のために彼をガリアへと向かわせた。しかし、その後アグリピヌスの名は記録から姿を消し、以降もアエギディウスによるガリア北部の占領は続き、463年には帝国政府によってブルグント王のゴンディオクがガリアの新たなマギステル・ミリトゥムに任命されている。アエギディウスは西ローマ帝国と争う一方、ブルトン人やフランク人とはおおむね良好な関係を築いていたようで、フランク人からはフランクの副王(subregulus)として厚遇されている。463年に皇帝リウィウス・セウェルスの命令で西ゴート王テオドリック2世がソアソン王国に侵攻したときも、アエギディウスはフランク王キルデリク1世の支援を得てテオドリック2世の弟フレデリックを戦死させ、テオドリック2世の撃退に成功している。465年には西ローマ帝国と敵対していたヴァンダル族に支援を求める使者を送っている。
465年に突然死した。死因は不明である。死後は子のシアグリウスが彼の勢力を引き継いだ。